# جيمس دبليو. غرايمز
جيمس دبليو. غرايمز (بالإنجليزية: James W. Grimes)‏ هو محامي وسياسي أمريكي، ولد في 20 أكتوبر 1816 في ديرينغ في الولايات المتحدة، وتوفي في 7 فبراير 1872 في برلنغتون في الولايات المتحدة. حزبياً، نشط في حزب اليمين والحزب الجمهوري. وقد انتخب حاكم أيوا ‏ (9 ديسمبر 1854 – 13 يناير 1858) وانتخب عضو مجلس الشيوخ الأمريكي.